# Loi d'Engel
Pour les articles homonymes, voir Engel.

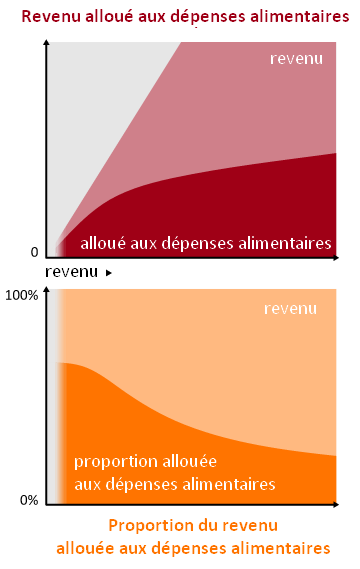
Selon la loi d'Engel, la part du revenu allouée aux dépenses alimentaires décroît quand celui-ci augmente, même si les dépenses alimentaires en valeur absolue sont croissantes.

La loi d'Engel est une loi économique selon laquelle la part du revenu allouée aux dépenses alimentaires (ou coefficient d'Engel) diminue lorsque le revenu augmente. Loi empirique, elle a été avancée en 1857 par le statisticien allemand Ernst Engel.

## Concept
La loi d'Engel dispose que la part du revenu individuel alloué aux dépenses alimentaires diminue au fur et à mesure que le revenu augmente. Cela est vrai en valeur relative ; en valeur absolue, la part allouée aux dépenses alimentaires augmente avec le revenu jusqu'à se stabiliser.
Comme les producteurs (les offreurs) doivent toujours proposer les biens que les consommateurs sont prêts à acheter, la modification de la demande entraîne une modification de l'offre. Ainsi, Charles Kindleberger écrit que « la loi a pour corollaire que, quand la productivité augmente, les ressources doivent être transférées du secteur agricole au secteur manufacturier ou au secteur des services, afin d'assurer l'équilibre adéquat dans la consommation ».
Cela concorde avec la prédiction d'Allan Fisher et Colin Clark qui, dans The Conditions of Economic Progress (1940), soutiennent que lorsqu'une économie se développe, le secteur primaire (agricole) perd en importance, et les deux autres secteurs (manufacturiers, services) croissent.

## Validation empirique
Engel a déterminé cette loi à partir de l'observation du budget de 153 familles franco-belges. Leur budget avait été synthétisé par Frédéric Le Play, et les chiffres rendus publics. Dans son étude, Engel a également montré que :
- la proportion allouée au logement, à l’habillement, à l’éclairage et au chauffage reste constante en fonction du revenu,
- la proportion consacrée aux dépenses alimentaires diminue au fur et à mesure que le revenu augmente et inversement,
- la proportion allouée aux autres dépenses (santé,  éducation, loisirs, produits de luxe) augmente si le revenu augmente et inversement[4].

Ces évolutions sont décrites par différentes courbes d'Engel, qui représentent chacune l'évolution de la consommation d'un bien en fonction du revenu, toutes choses égales par ailleurs. 
La forme de la courbe d'Engel dépend de l'élasticité-revenu de la demande ; pour les biens alimentaires, la loi d'Engel détermine que l'élasticité-revenu de la demande pour cette catégorie de biens est inférieure à 1.
Cette observation a été confirmée par de nombreuses autres études statistiques. Selon Hendrik Houthakker, « de toutes les relations empiriques observées à partir des données économiques, la loi d'Engel est probablement la mieux établie ».